# Wolfgang Schmidt (teolog)
Wolfgang Amadeus August Arnold Ferdinand Schmidt, född 28 april 1904 i Helsingfors, död 15 november 1959 i Åbo, var en finländsk präst och teolog.
Schmidt blev student 1923, prästvigdes 1928 samt blev teologie kandidat 1932 och teologie doktor 1934. Han tjänstgjorde som präst i olika församlingar i södra Finland 1928–1938, blev docent vid Åbo Akademi 1937, tillförordnad professor i kyrkohistoria där 1938 och var ordinarie professor från 1943. Han bedrev forskningar bland annat i finländskt fromhetsliv under 1800-talet, den evangeliska väckelsen (inklusive biografi över Fredrik Gabriel Hedberg, 1948) och pingströrelsen.